# Коженисте
Коженисте (пол. Korzeniste) — деревня в Кольненском повете Подляского воеводства Польши. Входит в состав гмины Малы-Плоцк. По данным переписи 2011 года, в деревне проживало 397 человек.

## География
Деревня расположена на северо-востоке Польши, на расстоянии приблизительно 9 километров (по прямой) к юго-востоку от города Кольно, административного центра повета. Абсолютная высота — 129 метров над уровнем моря. Через Коженисте проходит региональная автодорога .

## История
Согласно «Списку населенных мест Ломжинской губернии», в 1906 году в деревне Корженисте проживало 560 человек (262 мужчины и 298 женщин). В конфессиональном отношении большинство население деревни составляли католики (526 человек), остальные — евреи (18 человек) и лютеране (16 человек). В административном отношении деревня входила в состав гмины Малыплоцк Кольненского уезда.
В период с 1975 по 1998 годы Коженисте являлось частью Ломжинского воеводства.